# Philippe Saive
Philippe Alain Jean Georges Saive (ur. 2 lipca 1971 w Liège) – belgijski tenisista stołowy, o wzroście 177 cm i o wadze 79 kg. Dwukrotny drużynowy medalista mistrzostw świata. Jest bratem Jeana-Michela Saive.
Zawodnik belgijskiego klubu tenisa stołowego Royal Villette Charleroi (klub ten bierze udział w rozgrywkach Ligi Mistrzów i jest sponsorowany przez niemiecką firmę tenisa stołowego Tibhar). Jest sponsorowany przez niemiecką firmę tenisa stołowego Andro. W światowym rankingu ITTF najwyżej uplasował się na 42. miejscu. Obecnie jest to najlepszy (zaraz po bracie Jeanie-Michelu Saive) tenisista stołowy w Belgii i jeden z lepszych w Europie.

## Osiągnięcia
- Brązowy medalista Mistrzostw Europy w turnieju drużynowym z reprezentacją Belgii w 2008
- Srebrny medalista Mistrzostw Świata w turniej drużynowym z drużyną Belgii w 2001